# Erysipelothrix rhusiopathiae
Erysipelothrix rhusiopathiae je parazitska gram-pozitivna štapićasta bakterija koja uzrokuje erizipeloid. U životinja se bolest uzrokovana ovom bakterijom naziva vrbanac. Bakteriju se može naći u mesu bolesnih životinja ili životinja kliconoša. Najizloženiji ovoj bakteriji su mesari, kuhari, ribari i domaćice.
Od životinja, purice i svinje su najčešći prijenosnici, a nisu rijetke ni druge ptice, ovce, ribe i reptili.
E. rhusiopathiae nije uzročnik ljudske bolesti erizipela, već nju uzrokuju različite vrste iz roda Streptococcus.  Kod ljudi, infekcije bakterijom E. rhusiopathiae uzrokuju erizipeloid, oblik kutanog celulitisa koji se najčešće javlja na rukama, a manje često na vratu i licu.

## Pogledajte također
- Erizipel
- Erizipeloid
- Bakterije